# ○○の国の王子様
○○の国の王子様（まるまるのくにのおうじさま）は、NHK教育テレビジョンの女性の若者向け趣味・実用番組で、2008年夏クール・2009年春クールに放送。シリーズの通名は「○○の国の―」だが、実際の番組名は講座ごとに「○○」の部分に講座名が入る。

## 概要
2008年はハリセンボンが扮する姫とガナリア、2009年からは柳原可奈子が扮する姫（2代目）と有吉弘行が扮するガマリアが各テーマのイケメン王子様（講師）にその基礎を教えてもらうというもの。アニメーションを随所に挟み、コミカルな講座番組になっている。
番組の最初と最後、および、合間には、アニメーションでカナメール王子も登場する。
番組中、姫はお面をつけており、また、ガナリアおよびガマリアは着ぐるみで登場するため、アニメによるカナメール王子も含めたレギュラー出演者3人の顔出しは一切無い。
当初、姫のお面は顔が全て隠れるものだったが、「自転車の国の王子様」において、鼻から下が露出したお面が登場し、それ以降、運動をする場合などに露出したお面が使われるようになった。
2008年夏クールの放送では、再放送が水曜日深夜にあったが、「真夜中版」として、一部コーナーをカットして6分短い23分間に再編集したものを放送していた。2009年春クールの放送では行われていない。
この番組はNHKの関連団体（NHKエンタープライズ・NHKエデュケーショナル・NHK情報ネットワーク等）ではなく、東北新社とNHKが共同制作している。また、同番組のDVDも東北新社が販売元となっている。

## 放送時間
- パイロット
  - 2007年11月2日 22:50-23:20 教育テレビ
  - 2008年1月3日 23:40-0:40 教育テレビ

- レギュラー放送（2008年7月5日 - 2008年9月27日）
  - 毎週土曜日 23:00-23:30 教育テレビ
  - 毎週水曜日深夜（木曜日午前） 0:45-1:08 教育テレビ（再放送・真夜中版）
  - 翌週土曜日 5:00-5:30 BS2

- レギュラー放送　2009版（2009年4月4日 - 2009年6月27日）
  - 毎週土曜日 23:25-23:54 教育テレビ
  - 翌週土曜日 12:00-12:29 教育テレビ（再放送）
  - 翌週土曜日 5:00-5:29 BS2

## 出演者
- カナメール王子…要潤（声）
- 姫…ハリセンボン・近藤春菜（声・出演）
- ガナリア…ハリセンボン・箕輪はるか（声・出演）見た目は青い鳥

2009版
- カナメール王子…要潤（声）
- 姫（2代目）…柳原可奈子（声・出演）
- ガマリア…有吉弘行（声・出演）正体不明の生き物、見た目は紫の鳥

イレギュラー出演
- デンジャラス

## 講座
- 2007年11月2日「ストリートダンスの国の王子様」　講師：西島隆弘（AAA）
- 2008年1月3日「マジックの国の王子様」　講師：TAKUYA
- 2008年7月5日 - 7月19日「書道の国の王子様」　講師：武田双龍
- 2008年7月26日 - 8月9日「フレンチの国の王子様」　講師：有坂翔太
- 2008年8月16日 - 8月30日「自転車の国の王子様」　講師：別府匠
- 2008年9月13日 - 9月27日「ダンスの国の王子様」　講師：西島隆弘　與真司郎（AAA）
- 2009年4月4日 - 4月25日「ネイルの国の王子様」　講師：江頭渉
- 2009年5月9日 - 5月30日「カレーの国の王子様」　講師：寺田真二郎
- 2009年6月6日 - 6月27日「ドッグの国の王子様」　講師：佐藤貴紀

## スペシャル 講座
- 2009年5月2日「とくばんの国の王子様」　講師：ないしょのゲスト
  - カナメール王子と、カナメール王子そっくりなゲスト（要潤）による対談
  - 前週まで放映されていた「ネイルの国の王子様」の未公開シーン公開
  - 翌週から放映される「カレーの国の王子様」の紹介